# Inname van Tienen

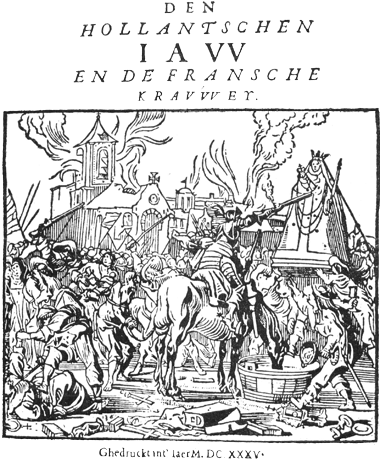
Plundering van Tienen op een prent uit 1635.

De Inname van Tienen was een belegering van de stad Tienen in het hertogdom Brabant, door het Staatse leger het opperbevel van prins Frederik Hendrik van Oranje en het Franse leger onder leiding van de maarschalken van Chatillon en Brezé, ten tijde van de Tachtigjarige Oorlog. Het beleg vond plaats van 8 tot en met 10 juni 1635. Na de inname lieten de belegeraars de stad plunderen. De plundering liep uit de hand en talrijke vrouwen, onder wie nonnen en begijnen, werden verkracht. Mannelijke geestelijken werden gemarteld om ze te dwingen te vertellen waar ze hun kostbaarheden bewaard hadden. Door een onverwachte stadsbrand viel de stad volledig ten prooi aan de vlammen.

## Aanloop
In 1635 werd het nieuwe verdrag tussen Frankrijk en de Republiek een feit. Overeengekomen werd dat beide landen gezamenlijk de Spaanse Nederlanden zouden veroveren en onder elkaar zouden verdelen. De bedoeling was eerst Brussel te veroveren, in de overtuiging dat daarna de rest van de Spaanse Nederlanden automatisch in hun handen zou vallen. Frederik Hendrik had het opperbevel.
Het Franse leger werd aangevoerd door de maarschalken van Chatillon en Brezé. Intussen had prins Thomas van Savoye een post ingenomen in het Land van Luik en vroeg om versterking. In de nacht van 20 mei vielen de Fransen de Zuidelijke Nederlanden aan. Volgens de Franse overleveringen was het een volslagen overwinning geworden, waarbij aan Zuid-Nederlandse kant 1500 doden vielen en door de Fransen 3000 krijgsgevangenen werden gemaakt. Daarna trokken ook zij naar Maastricht. Op 13 mei was het Staatse leger vanuit Nijmegen naar Maastricht getrokken. Daar voegden zij zich op 29 mei bij het Franse leger. De verenigde legers telden nu meer dan 50.000 man infanterie en 15.000 man cavalerie, die over meer dan 200 kanonnen beschikten.
Frederik Hendrik leidde de voorhoede en de gezamenlijke legers trokken via Tongeren, Sint-Truiden naar Landen. Deze stad, niet in staat zich te verdedigen, gaf zich onmiddellijk over, net als Diest. De Staatsen en Fransen trokken verder naar Tienen, en op 8 juni legerden zij zich voor de stad.

## Belegering
De prins liet bij aankomst Tienen opeisen onder redelijke voorwaarden, maar de bevelhebber van Tienen, de Spanjaard Don Francisco de la Verga, wees dat af. Hij gaf aan dat de stad tot de laatste man verdedigd zou worden. Na drie keer vergeefs de capitulatie te hebben opgeëist, werd op 9 juni de stad bestormd. Daarbij ondervonden de belegeraars hevige tegenstand, totdat de bezetters aan de andere kant de stad uit vluchtten. Ze werden nagejaagd en "in stukken gehakt".
De stad werd door de belegeraars geplunderd, zoals gebruikelijk is als gewapend verzet geboden werd. De roof liep echter volledig uit de hand toen aan Franse kant de vrouwelijke inwoners, onder wie nonnen, begijnen en andere maagden, massaal verkracht werden. Uiteindelijk maakten ook de Staatse soldaten zich daaraan schuldig. De mannelijke bewoners, onder wie priesters en monniken, werden gekneveld en gemarteld om ze te dwingen hun kostbaarheden af te staan.
Toen door onvoorzichtigheid een ton buskruit in brand raakte, waar de Staatsen zich bevonden, raakte een aantal huizen in brand. De Fransen aan de andere kant van de stad dachten dat die in opdracht waren aangestoken, en staken daarop ook huizen in brand. Hierdoor brandde nagenoeg de hele stad af.

## Nasleep
Door de brand kon Frederik Hendrik de plaats niet meer gebruiken als geplande logistieke basis, het oorspronkelijke doel van de verovering. Ook gingen door de onbedoelde brand proviand en kostbare munitie verloren.
Tot overmaat van ramp deserteerden veel soldaten aan Franse zijde, omdat het geld om de soldij te betalen begon op te geraken. Daarop werd ervoor gekozen als laatste mogelijkheid zo snel mogelijk Leuven te bezetten en vanuit deze stad naar Brussel op te trekken, maar het beleg bij Leuven werd al gauw opgebroken door het verzwakte Franse kamp, gebrek aan voedsel en naderende keizerlijke troepen. De volledige verovering van de Spaanse Nederlanden was definitief van de baan.
Frederik Hendrik betreurde de verkrachtingen in Tienen en liet na het beleg van Leuven enkele van zijn soldaten ophangen, die zich daaraan schuldig hadden gemaakt. In zijn rapport aan de Staten-Generaal gaf hij de Spaanse commandant in Tienen de schuld van de excessen, omdat deze zich niet tijdig genoeg zou hebben overgegeven.
De brand had verder een afschrikwekkende uitwerking. Steden als Diest, Herentals en Aarschot gaven zich onmiddellijk over. Het had ook politieke consequenties. Er was geen hoop meer dat Frederik Hendrik de harten van de rooms-katholieken in de Spaanse Nederlanden voor zich kon winnen. Met de Fransen werd afgesproken voortaan afzonderlijk op te treden, hoewel ze in overleg bleven om plannen op elkaar af te stemmen.
Tienen werd de jaren daarop nog regelmatig aangevallen door Staatse legers vanuit Maastricht. Het zou decennia duren voordat de stad zich wist te herstellen.